# Faith Fighter

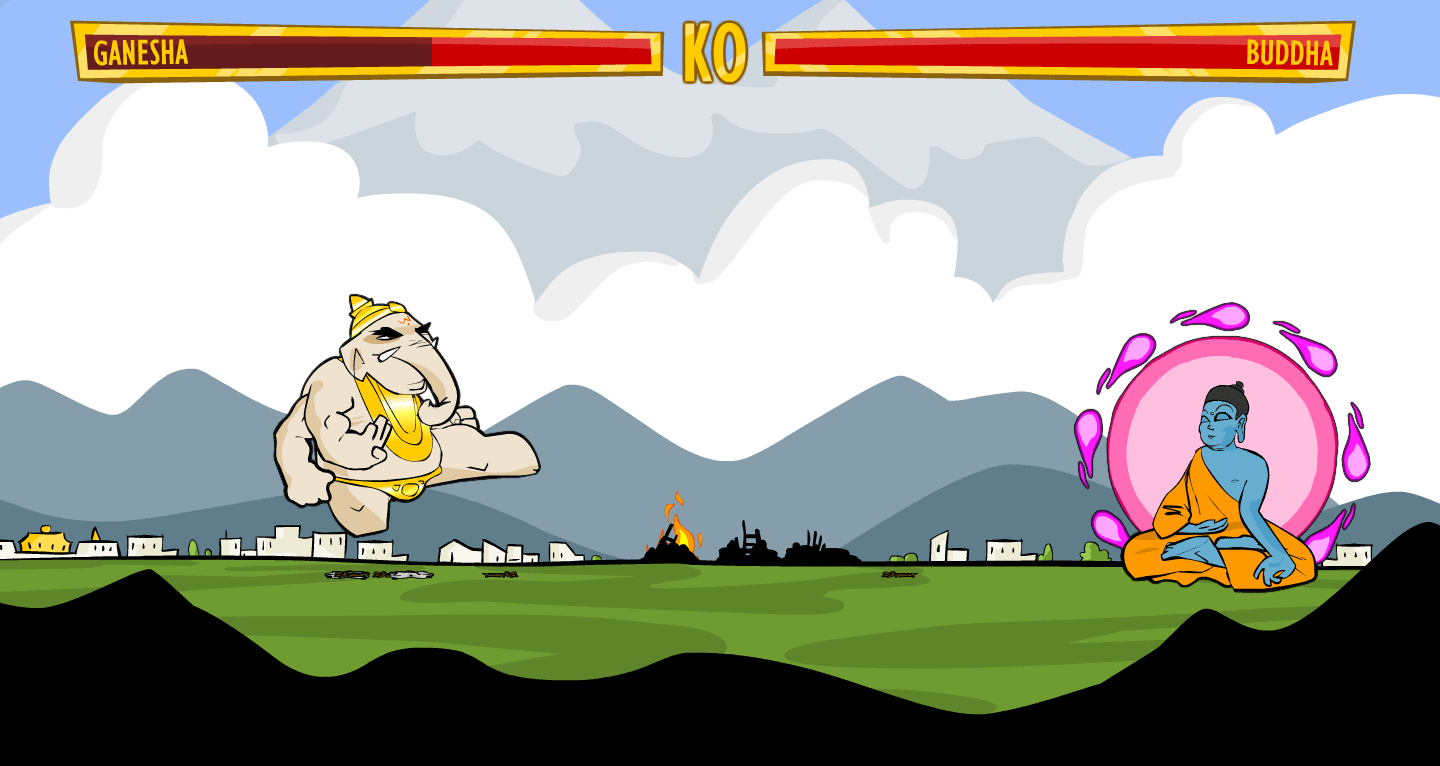
Screenshot do jogo

Faith Fighter é um jogo de luta Flash desenvolvido pelo website italiano Molleindustria no qual jogadores lutam como figuras religiosas como Sidarta Gautama, Jesus ou Maomé e têm de lutar contra Xenu depois de vencer todas as personagens jogáveis.
O jogo foi temporariamente tirado do seu website de hospedagem no final de abril de 2009, em resposta aos protestos do Observatório de Islamofobia da Organização para a Cooperação Islâmica. Em resposta, os criadores do jogo postaram uma sequela do jogo com a figura da cara de Maomé censorada, no qual o jogador tem de conceder "amor" clicando em cada figura religiosa por sua vez: sem esta ação, a figura lentamente desaparece. O jogo original já foi repostado no website do criador.
No Brasil, Universo Online foi forçado a remover o jogo dos seus servidores depois de uma decisão judicial, num caso patrocinado por uma mesquita em Barretos, São Paulo.